# 王西林
王西林（1957年—），河南长葛人，汉族，中华人民共和国政治人物、第十二届全国人民代表大会陕西地区代表。
毕业于湖北财经大学经济管理专业。担任陕西省工商联副主席、延安市王家坪实业发展有限公司董事长。2008年，当选第十一届全国政协委员，代表农业界，分入第三十八组。2013年，担任全国人大代表。